# 杨振怀
杨振怀（1928年9月—2024年10月19日），安徽合肥人，中华人民共和国政治人物，曾任水利部部长。

## 生平
杨振怀毕业于上海交通大学土木工程系学习。1950年5月加入中国共产党。1954年，到北大荒任水利部沈阳设计院穆棱河水利工作队队长。1956年后，任水利部哈尔滨设计院水工室主任、工程师。1959年后，任黑龙江省水利设计院水工室主任。1963年后任黑龙江省水利设计院副院长。
文化大革命期间受到迫害，在“五·七”干校和农村劳动。1974年后，任黑龙江省水利设计院革命委员会副主任、副院长。1979年后，任水利部水利水电科学研究院水利研究所所长和高级工程师。1982年后，任水利电力部海河水利委员会副主任、党组副书记兼总工程师。1983年，担任中华人民共和国水利电力部副部长。1988年4月，在第七届全国人民代表大会第一次会议上，被任命为中华人民共和国水利部部长。
1992年10月在中国共产党第十四次全国代表大会上当选为中国共产党第十四届中央候补委员。1993年3月，当选第八届全国人大常委会委员、全国人大环境保护委员会副主任委员。1998年3月，第九届全国人大第一次会议上，他当选为全国人民代表大会常务委员会委员，任全国人大农业与农村委员会副主任委员。

## 家庭

### 曾祖父母
- 杨家驹，清朝太湖县都司，由凤阳府原籍定居合肥[14]
- 周氏[14]

### 祖父母
- 杨邦盛，清朝秀才，后入段芝贵幕中笔札[14]
- 王氏[14]

### 父母
- 杨克岐，字力初，蚌埠市工商联副主席、民建安徽省工作委员会副秘书长，清华大学数学系主任杨武之的弟弟，物理学家杨振宁的叔叔[14]
- 吴鼎淑，杨克岐元配[14]

### 兄弟姐妹
- 杨振华，同母姐妹[14]
- 杨振元，同母姐妹[14]
- 杨振英，同母姐妹[14]
- 杨振芳，同母姐妹[14]
- 杨振声，同母哥哥[14]
- 杨振东，同母弟弟，华侨大学校长办公室主任[14]
- 杨振宇，异母弟弟，杨克岐续娶夫人温季明所生[14]
- 杨振斌，异母弟弟，杨克岐续娶夫人温季明所生，安徽省工商联常务副会长、全国政协委员、全国人大代表[14]
- 杨振和，异母弟弟，杨克岐续娶夫人温季明所生[14]